# Ormiscodes boudinoti
Ormiscodes boudinoti is een vlinder uit de familie van de nachtpauwogen (Saturniidae). De wetenschappelijke naam van de soort is voor het eerst geldig gepubliceerd door Lemaire & Wolfe.